# Gröbenzell

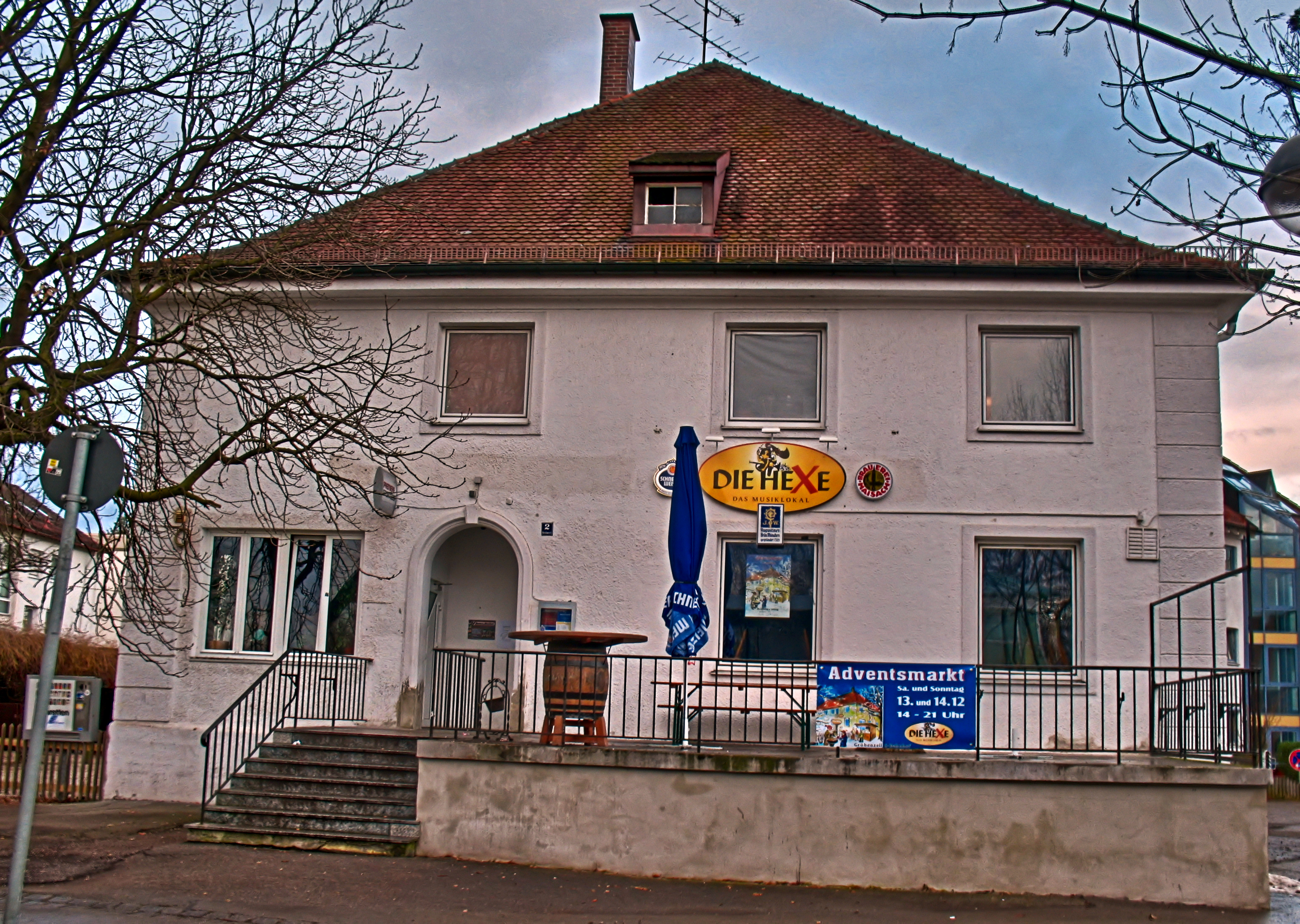

Gröbenzell – miejscowość i gmina w Niemczech, w kraju związkowym Bawaria, w rejencji Górna Bawaria, w regionie Monachium, w powiecie Fürstenfeldbruck. Leży około 10 km na wschód od Fürstenfeldbruck i ok. 16 km na północny zachód od centrum Monachium, przy autostradzie A8 i linii kolejowej Monachium – Augsburg. Gröbenzell połączony jest z monachijską kolej miejską (linia S3).
W regionie miejscowość ta (jak i sąsiednie) nosi miano sypialni Monachium - zdecydowana liczba mieszkańców pracuje w stolicy Bawarii.

## Demografia
Dane o ludności z 31 grudnia 2008:
| Opis                                | Ogółem | Ogółem | Kobiety | Kobiety | Mężczyźni | Mężczyźni |
| ----------------------------------- | ------ | ------ | ------- | ------- | --------- | --------- |
| Jednostka                           | osób   | %      | osób    | %       | osób      | %         |
| Populacja                           | 19 357 | 100    | 9923    | 51,26   | 9434      | 48,74     |
| Wiek przedprodukcyjny (0–17 lat)    | 3229   | 16,68  | 1555    | 8,03    | 1674      | 8,65      |
| Wiek produkcyjny (18–65 lat)        | 11 743 | 60,67  | 5988    | 30,93   | 5755      | 29,73     |
| Wiek poprodukcyjny (powyżej 65 lat) | 4385   | 22,65  | 2380    | 12,3    | 2005      | 10,36     |

## Polityka
Wójtem gminy jest Dieter Rubenbauer z CSU, rada gminy składa się z 24 osób.
|      | CSU | SPD | FW | Zieloni | FDP | UWWG | Razem |
| 2008 | 11  | 4   | 2  | 5       | 1   | 1    | 24    |
| 2002 | 11  | 5   | 2  | 4       | 1   | 1    | 24    |

## Współpraca
- Pilisvörösvár, Węgry
- Garches, Francja